# Зелена Антоніна Іларіонівна
Антоніна Іларіонівна Зелена (?, тепер Київська область — ?) — українська радянська діячка, новатор сільськогосподарського виробництва, трактористка Мирівської МТС Кагарлицького району Київської області. Депутат Верховної Ради УРСР 4-го скликання.

## Біографія
Народилася в бідній селянській родині. Закінчила курси механізаторів.
З кінця 1930-х років — трактористка Мирівської машинно-тракторної станції (МТС) Кагарлицького району Київської області. У 1939 році була учасницею Всесоюзної сільськогосподарської виставки. Під час німецько-радянської війни перебувала в евакуації.
З 1944 року — трактористка Мирівської машинно-тракторної станції (МТС) Кагарлицького району Київської області.

## Нагороди
- ордени
- медалі